# Frank Blanco
Francisco Blanco Escudero (Barcelona, 13 de abril de 1975), más conocido como Frank Blanco, es un presentador, cantante, científico, locutor y autor español.

## Biografía
Nació en Barcelona, creció en Mollet del Vallés (Barcelona). Es el pequeño de tres hermanos. Sus padres nacieron en Almadén (Ciudad Real).
Sus inicios como locutor de radio fueron en Radio Mollet en 1988 a la edad de 13 años. Después, en 1997 se incorporó a Cadena Top en Barcelona y condujo el magacín Segundos fuera. Tras dejar Cadena Top pasó a Los 40 Principales de Gerona y a Radio España - Cataluña. En 2001 se trasladó a Madrid para formar parte del equipo de locutores de Los 40.
Paralelamente, entre 2001 y 2002 colaboró en Crónicas marcianas presentado por Javier Sardà en Telecinco, haciendo de su doble. Después, entre 2006 y 2012 fue el presentador del morning show Anda ya de Los 40. Paralelamente, en 2004, hizo un cameo en un capítulo de Los Serrano. Compaginándolo con la radio, también trabajó en Canal+ presentando Del 40 al 1 y en Cuatro y Los 40 TV presentando otros magazines musicales, en 2008 presentó Caiga quien caiga en La Sexta y fue colaborador de Gran Hermano 12+1 en Telecinco con Jordi González, entre el 22 de enero y el 28 de mayo de 2012.
El 29 de junio de 2012, después de 11 años en Los 40 y 6 años en Anda ya, pasó a conducir el morning show Atrévete de Cadena Dial, dentro del Grupo Prisa. Compaginándolo con la presentación de Atrévete, se puso al frente de Gran Hermano: El Debate entre febrero y junio de 2013 en Telecinco en sustitución de Jordi González.
Entre el 7 de septiembre y el 11 de octubre de 2013, dirigió y presentó el programa A vivir Madrid de la Cadena SER en Madrid, que se emitió los fines de semana de 12:00 a 14:00.
En octubre de 2013 abandonó el Grupo Prisa y pasó a presentar Zapeando en La Sexta, entre noviembre de 2013 y julio de 2019.
En 2013, 2014 y 2016 presentó las campanadas de fin de año junto con Sandra Sabatés, Cristina Pedroche e Irene Junquera en La Sexta. 
Compaginándolo con Zapeando, entre septiembre de 2015 y marzo de 2016 se hizo cargo del programa despertador de Kiss FM y Hit TV, Las mañanas Kiss de 6:00 a 11:00 de lunes a viernes. El 18 de marzo de 2016, anunció en directo la pérdida de ilusión y dejó el programa. Seis meses más tarde, entre el 20 de septiembre de 2016 y el 13 de julio de 2018 presentó Vamos tarde (de 21:00 a 23:00 de lunes a viernes) en Europa FM junto a Patricia Rey, Selia Cuartero, Gonzalo Sáez y Rubén Ruiz.
En febrero de 2018, acudió como invitado a El hormiguero en Antena 3 junto con Lorena Castell y Quique Peinado para hablar de los 1.000 programas de Zapeando y en ese mismo mes, publicó su nuevo libro titulado Sobrevivir a los 40.
Entre el 27 de agosto de 2018 y el 24 de julio de 2020, presentó en Europa FM Te la vas a ganar en sustitución de Vamos tarde.
En 2020 presentó Typical Spanish en La 1, un show familiar sobre cultura española.
Tras dejar Atresmedia en julio de 2020, pasó a presentar con Kiko Béjar el programa magacín de videojuegos llamado Marca Gaming Show en Radio Marca hasta julio de 2021. En 2021 presentó Esto no es lo que era en la plataforma de radio en línea Podimo.
En septiembre de 2021 volvió a Mediaset España como colaborador de Cuatro al día en Cuatro y de Secret Story: La noche de los secretos en Telecinco. Paralelamente, fichó por 8tv para presentar PAM!, aunque el programa fue cancelado y pasó a dirigir y presentar El Circ, el nuevo formato de prime time que se mantuvo en emisión hasta junio de 2023. 
Entre marzo y mayo de 2022 presentó Soy quien más sabe de la región, un pionero concurso escolar en Castilla-La Mancha Media. El programa fue renovado por una segunda temporada, estrenada el 21 de marzo de 2023.
Tras el fin de Viva la vida, Telecinco apostó por Ya es verano, programa que presentó entre el 30 de julio y el 25 de septiembre de 2022 con Verónica Dulanto y Marta González Novo, los fines de semana de 16:00 a 21:00.
Desde el 7 de noviembre de 2022 presenta el concurso Atrápame si puedes en Castilla-La Mancha Media, de lunes a jueves a las 21:45.
En el verano de 2023, durante las vacaciones de Emma García, presentó Fiesta de verano junto a María Verdoy en Telecinco. Luego, con el comienzo de la temporada, empezó a sustituir a Ana Rosa Quintana los viernes y en ocasiones puntuales en Tardear. En 2024, volvió a presentar Fiesta en verano, esta vez junto a Verónica Dulanto.
Desde el 3 de febrero de 2025, comienza a presentar Tardear junto a Verónica Dulanto, debido a la vuelta de Ana Rosa Quintana a las mañanas de Telecinco.
El 22 de mayo de 2025  esta página es mencionada en el programa Tardear de Telecinco.

## Trayectoria

### Programas de televisión
| Año                 | Programa                               | Cadena                   | Notas                                                                      |
| ------------------- | -------------------------------------- | ------------------------ | -------------------------------------------------------------------------- |
| 2000-2002           | Crónicas marcianas                     | Telecinco                | Colaborador                                                                |
| 2001-2004           | Del 40 al 1                            | Los 40 TV                | Presentador                                                                |
| 2006-2007           | 40 Pop                                 | Cuatro                   | Presentador                                                                |
| 2008                | Caiga quien caiga                      | La Sexta                 | Presentador                                                                |
| 2012; 2024-presente | Gran Hermano: El Debate                | Telecinco                | Colaborador                                                                |
| 2013                | Gran Hermano: El Debate                | Telecinco                | Presentador                                                                |
| 2013-2019           | Zapeando                               | La Sexta                 | Presentador                                                                |
| 2013-2014; 2016     | Campanadas de fin de año               | La Sexta                 | Presentador                                                                |
| 2015                | Me resbala                             | Antena 3                 | Concursante                                                                |
| 2020                | Typical Spanish                        | La 1                     | Presentador                                                                |
| 2021                | PAM!                                   | 8tv                      | Presentador                                                                |
| 2021                | Cuatro al día                          | Cuatro                   | Colaborador                                                                |
| 2021                | Secret Story: la noche de los secretos | Telecinco                | Colaborador                                                                |
| 2021-2023           | El Circ                                | 8tv                      | Presentador                                                                |
| 2022-presente       | Soy quien más sabe de la región        | Castilla-La Mancha Media | Presentador                                                                |
| 2022-presente       | Atrápame si puedes                     | Castilla-La Mancha Media | Presentador                                                                |
| 2022                | Ya es verano                           | Telecinco                | Presentador                                                                |
| 2023                | Fiesta de verano                       | Telecinco                | Presentador                                                                |
| 2023                | Gran Hermano VIP: El Debate            | Telecinco                | Colaborador                                                                |
| 2023-2025           | Tardear                                | Telecinco                | Presentador sustituto y colaborador (2023-2025) Presentador titular (2025) |
| 2024                | Fiesta                                 | Telecinco                | Presentador sustituto                                                      |
| 2025                | Gran Hermano Dúo: El Debate            | Telecinco                | Colaborador                                                                |
| 2024                | Gran Hermano: Última Hora              | Telecinco                | Presentador sustituto                                                      |

#### Como invitado
| Año       | Programa      | Cadena   | Notas    |
| --------- | ------------- | -------- | -------- |
| 2018      | El hormiguero | Antena 3 | Invitado |
| 2020      | Pasapalabra   | Antena 3 | Invitado |
| 2020-2021 | El cazador    | La 1     | Invitado |

### Programas de radio
| Año       | Título                | Emisora            | Notas                          |
| --------- | --------------------- | ------------------ | ------------------------------ |
| 1997-2001 | Segundos fuera        | Cadena Ibérica     | Presentador                    |
| 2006-2012 | Anda ya               | Los 40 Principales | Presentador                    |
| 2012-2013 | Atrévete              | Cadena Dial        | Presentador                    |
| 2013      | A vivir Madrid        | Cadena SER         | Presentador                    |
| 2015-2016 | Las mañanas Kiss      | Kiss FM            | Presentador                    |
| 2016-2018 | Vamos Tarde           | Europa FM          | Presentador                    |
| 2018-2020 | Te la vas a ganar     | Europa FM          | Presentador                    |
| 2020-2021 | Marca Gaming Show     | Radio Marca        | Presentador junto a Kiko Béjar |
| 2021      | Esto no es lo que era | Podimo             | Presentador                    |